# Pentaprion
Pentaprion is een monotypisch geslacht van straalvinnige vissen uit de familie van mojarra's (Gerreidae).

## Soort
- Pentaprion longimanus (Cantor, 1849)